# Charentes
Pour l’article ayant un titre homophone, voir Charente.
Les Charentes sont un terme non officiel par lequel on désigne parfois les départements de la Charente et de la Charente-Maritime, dans le Sud-Ouest de la France.
Les habitants sont les Charentais et Charentaises.

## Histoire
Les deux départements charentais ont été formés en 1790 sur la base des anciennes provinces d'Aunis, de Saintonge et d'Angoumois, ainsi que de quelques territoires ôtés au Poitou (Ruffecois, Pays d'Aulnay), à la Marche (Confolentais) et au Périgord. 

Province de l'Aunis au XVIIIe siècle
Province de la Saintonge au XVIIIe siècle
Province de l'Angoumois au XVIIIe siècle
Province de la Marche au XVIIIe siècle (seule la partie occidentale intègre la Charente)

Administrativement, les Charentes ont fait partie de la région Poitou-Charentes de 1956 à 2016 et en formaient la moitié sud. Depuis 2016, elles sont en Nouvelle-Aquitaine.

## Géographie

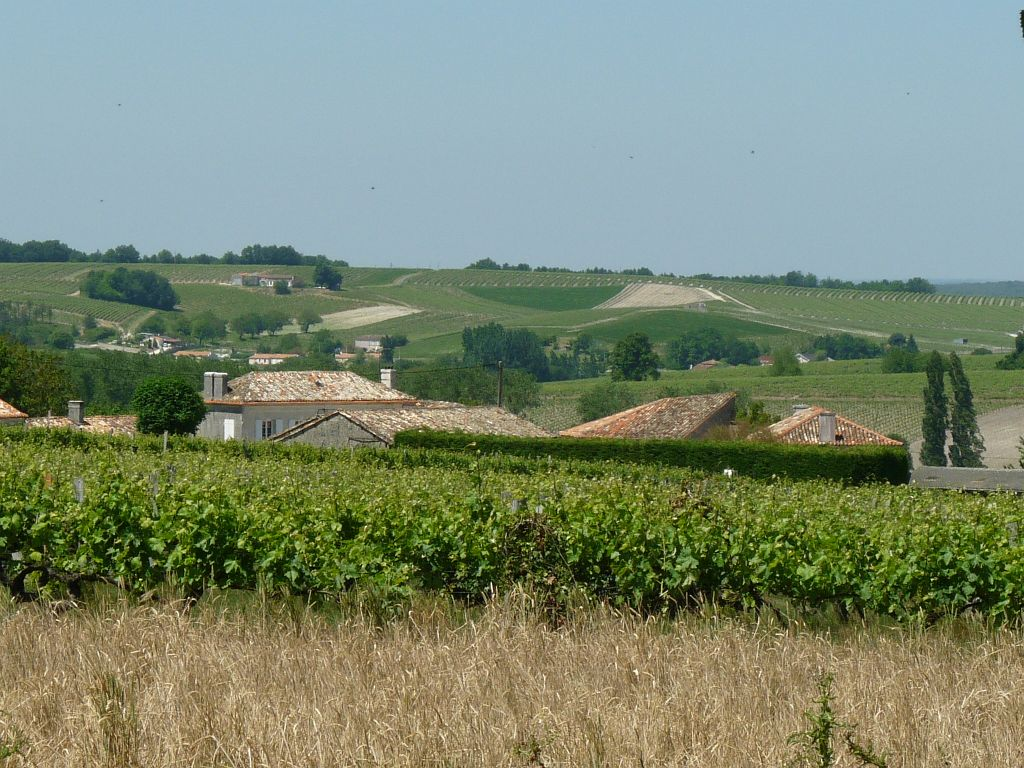
Paysage caractéristique du vignoble charentais à Birac.

Géologiquement et climatiquement, les Charentes font partie du Bassin aquitain et sont traversées par le fleuve Charente. Elles sont séparées du Poitou au nord par le seuil du Poitou, qui fait communiquer le Bassin aquitain avec le Bassin parisien.
Plusieurs régions naturelles divisent les Charentes. Celles-ci ont été définies par le géographe Frédéric Zégierman. D'ouest en est : l'Aunis, le Rochefortais, Marennes-Oléron, le Royannais, la Saintonge romane, la Haute Saintonge, le Petit Angoumois, le Cognaçais, le Ruffécois, l'Angoumois, le Montmorélien, le Pays d'Horthe et Tardoire et le Confolentais.
Les principales villes des Charentes sont La Rochelle, Angoulême, Saintes, Rochefort, Cognac et Royan.

### Fleuve Charente

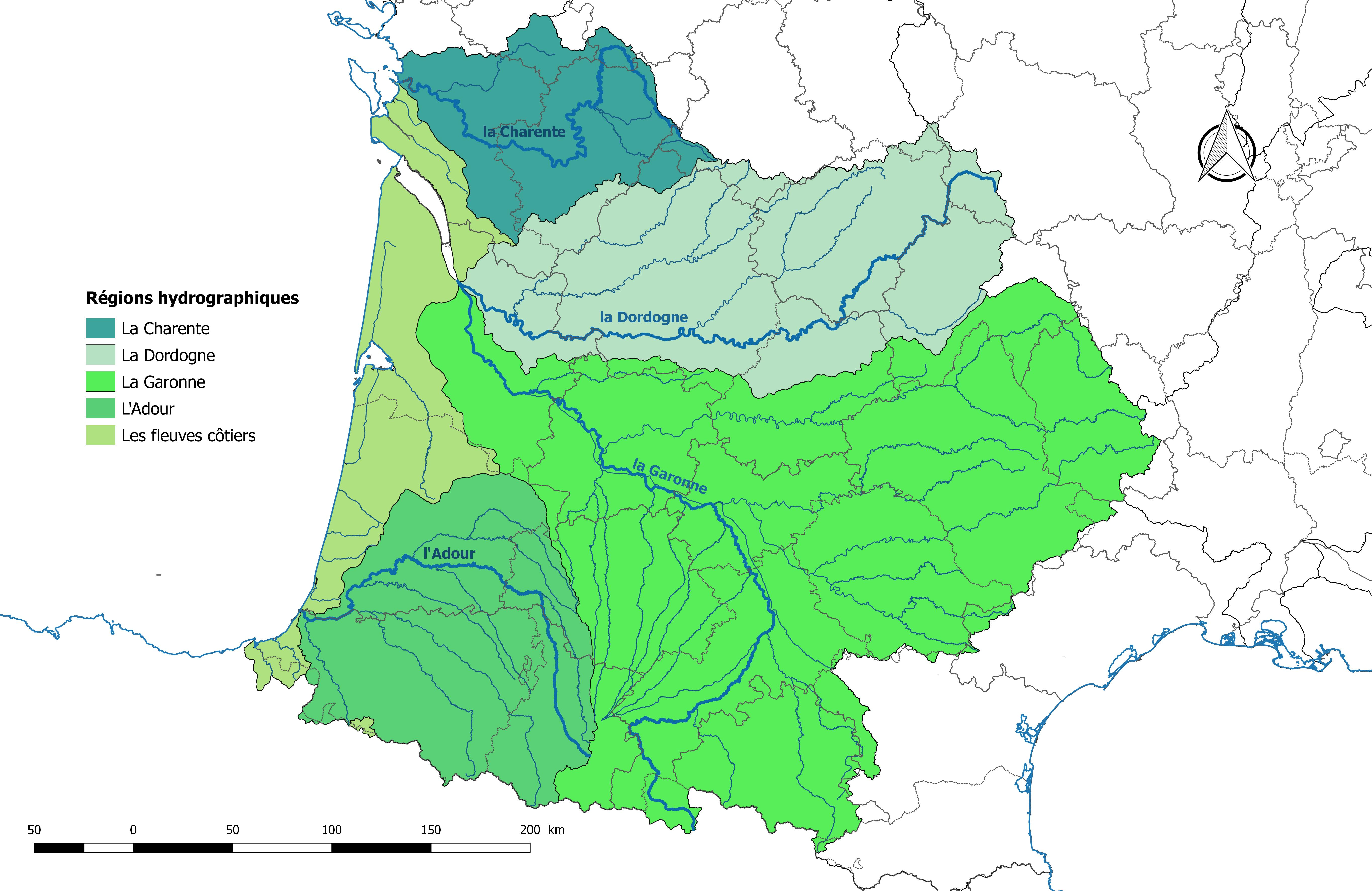
Bassin de la Charente dans le Bassin Adour-Garonne.

Le bassin versant du fleuve Charente couvre la majeure partie des deux départements et se rattache au vaste bassin hydrographique Adour-Garonne, qui couvre à peu près l'ensemble du bassin Aquitain. Ce fleuve, long de 381,4 km, prend sa source à Chéronnac dans la Haute-Vienne et traverse la région d'Est en Ouest avant de se jeter dans l'Océan Atlantique au niveau du Pertuis d'Antioche.

### Vignoble charentais

Zones de production du cognac

Le cœur des Charentes est son vignoble, cultivé pour produire le cognac et le pineau des Charentes, ainsi que les vins Charentais et Atlantique. Cette région viticole est quelquefois incluse dans la plus vaste région des Vignobles et vins du Sud-Ouest.

## Culture

### Architecture charentaise
Les deux départements ont une certaine architecture commune, aussi bien en ville (immeubles, toits) qu'à la campagne (fermes, églises romanes), qu'on retrouve dans d'autres endroits du Sud-Ouest, en particulier dans le département voisin de la Gironde.
En revanche, le nord-est du département de la Charente (Charente limousine) offre une architecture différente du reste du département, y compris dans ses matériaux puisqu'on ne trouve plus ici le calcaire très clair qui est omniprésent ailleurs, mais schiste et granit.

Architecture charentaise
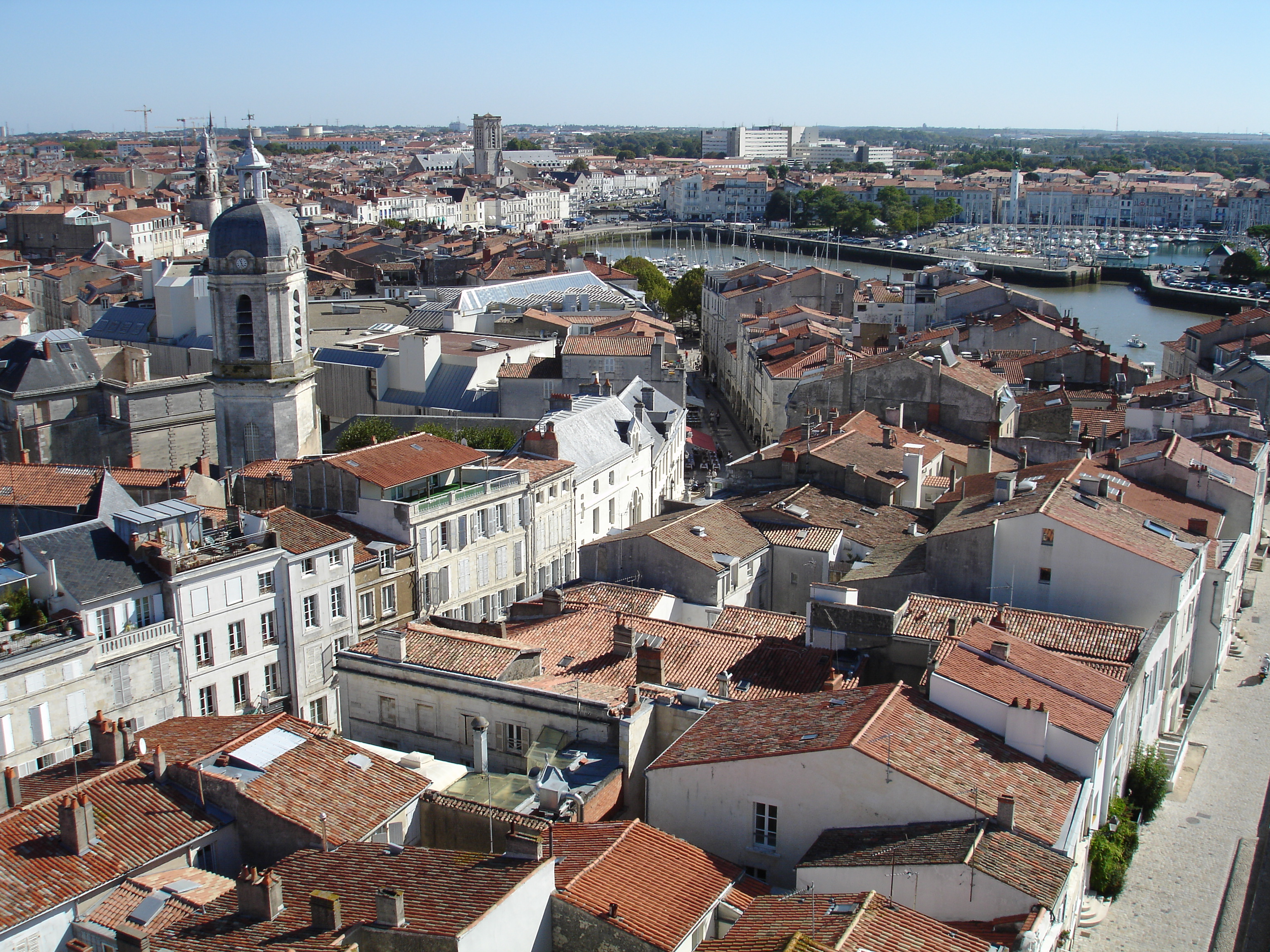
Vue de La Rochelle
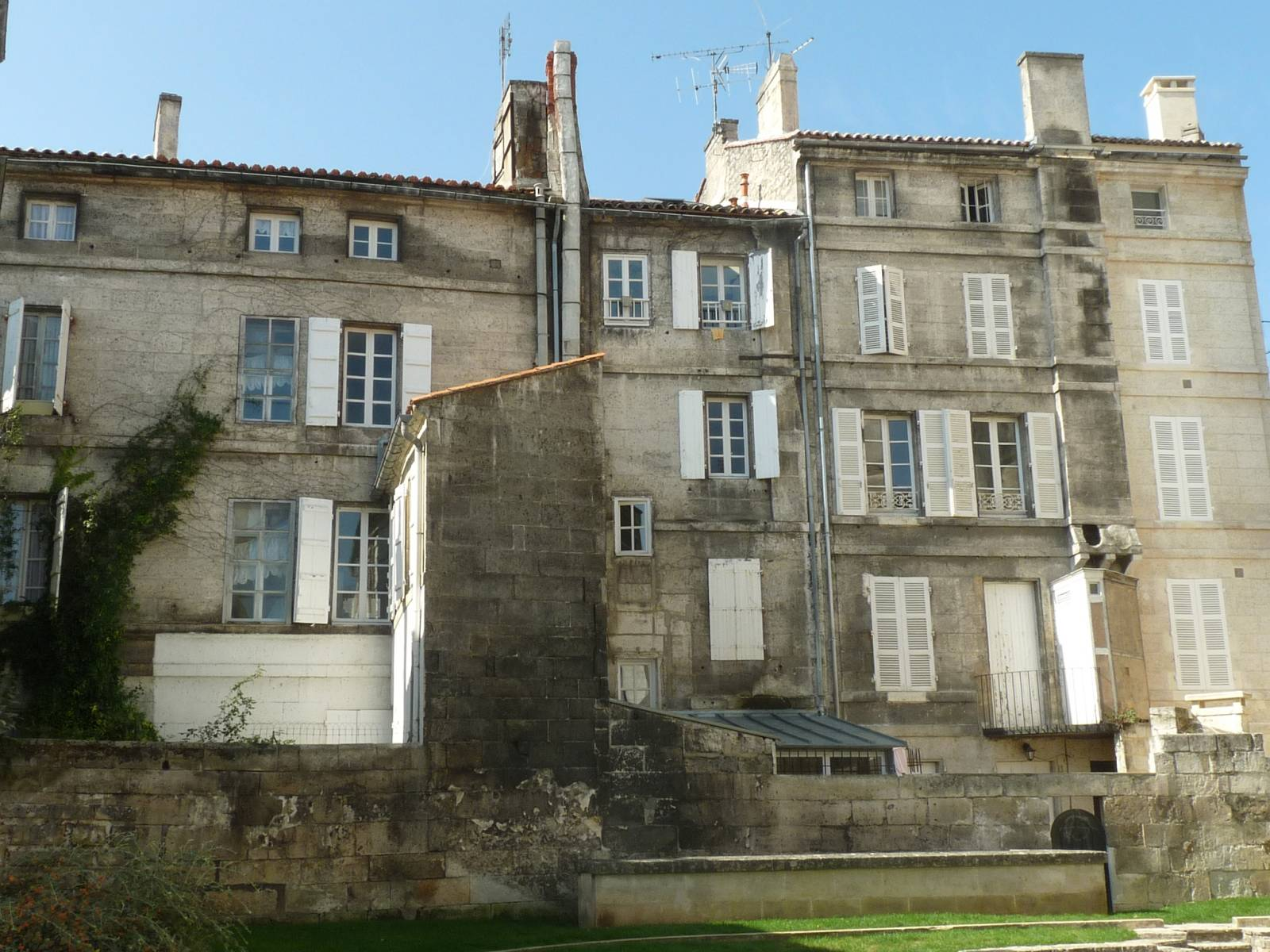
Immeubles dans le Vieil-Angoulême
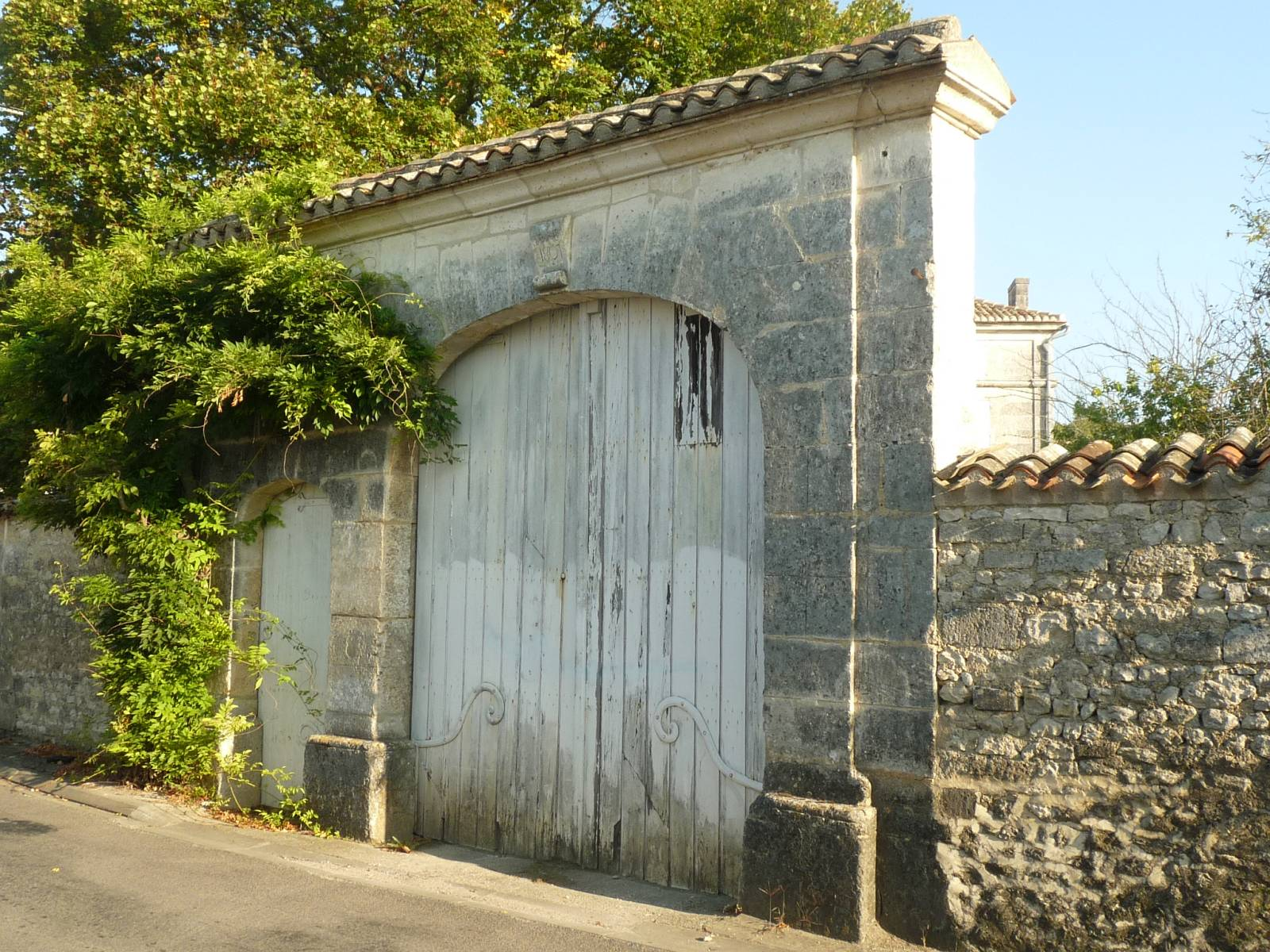
Portail à Balzac
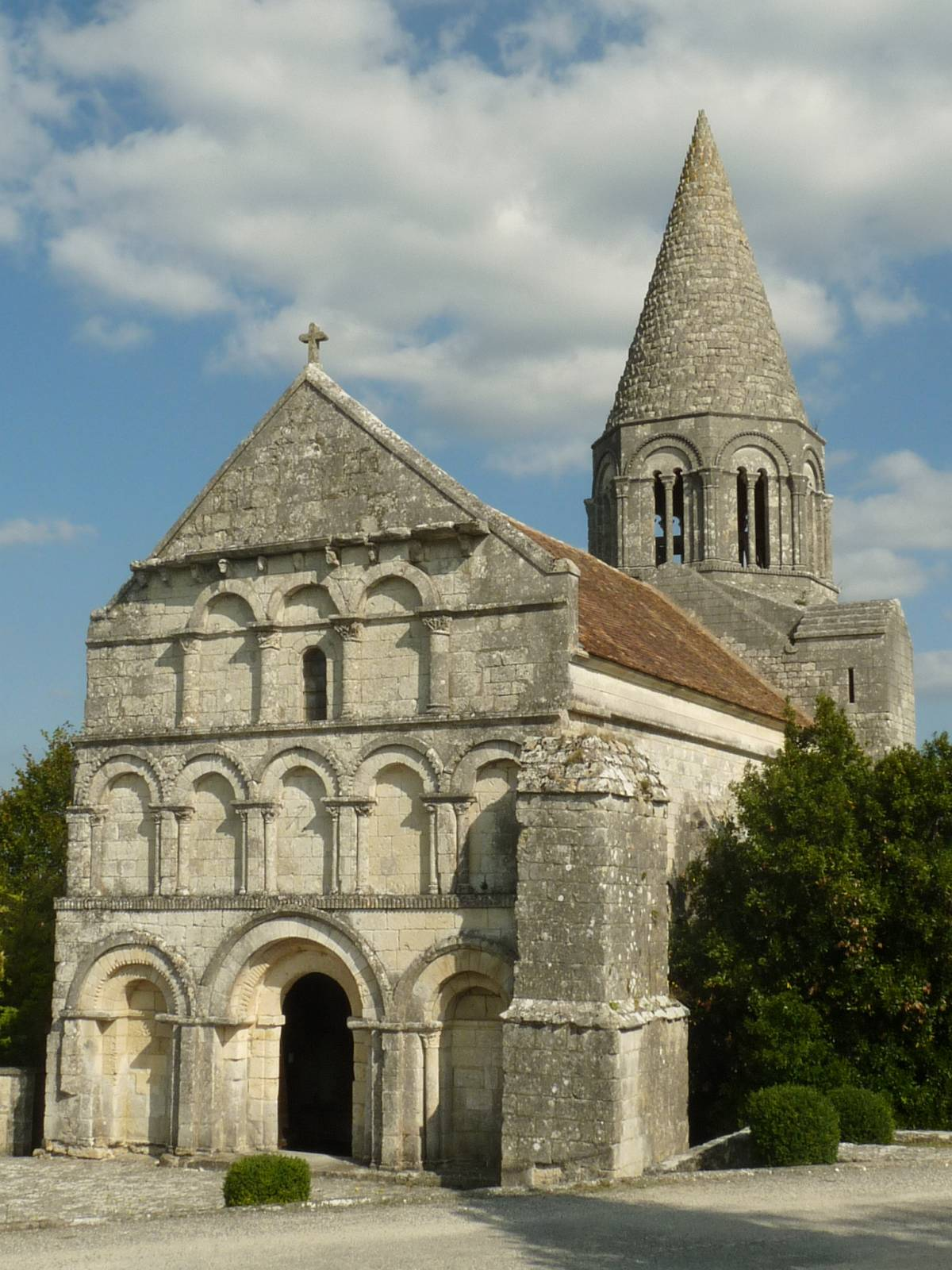
Église romane de Plassac
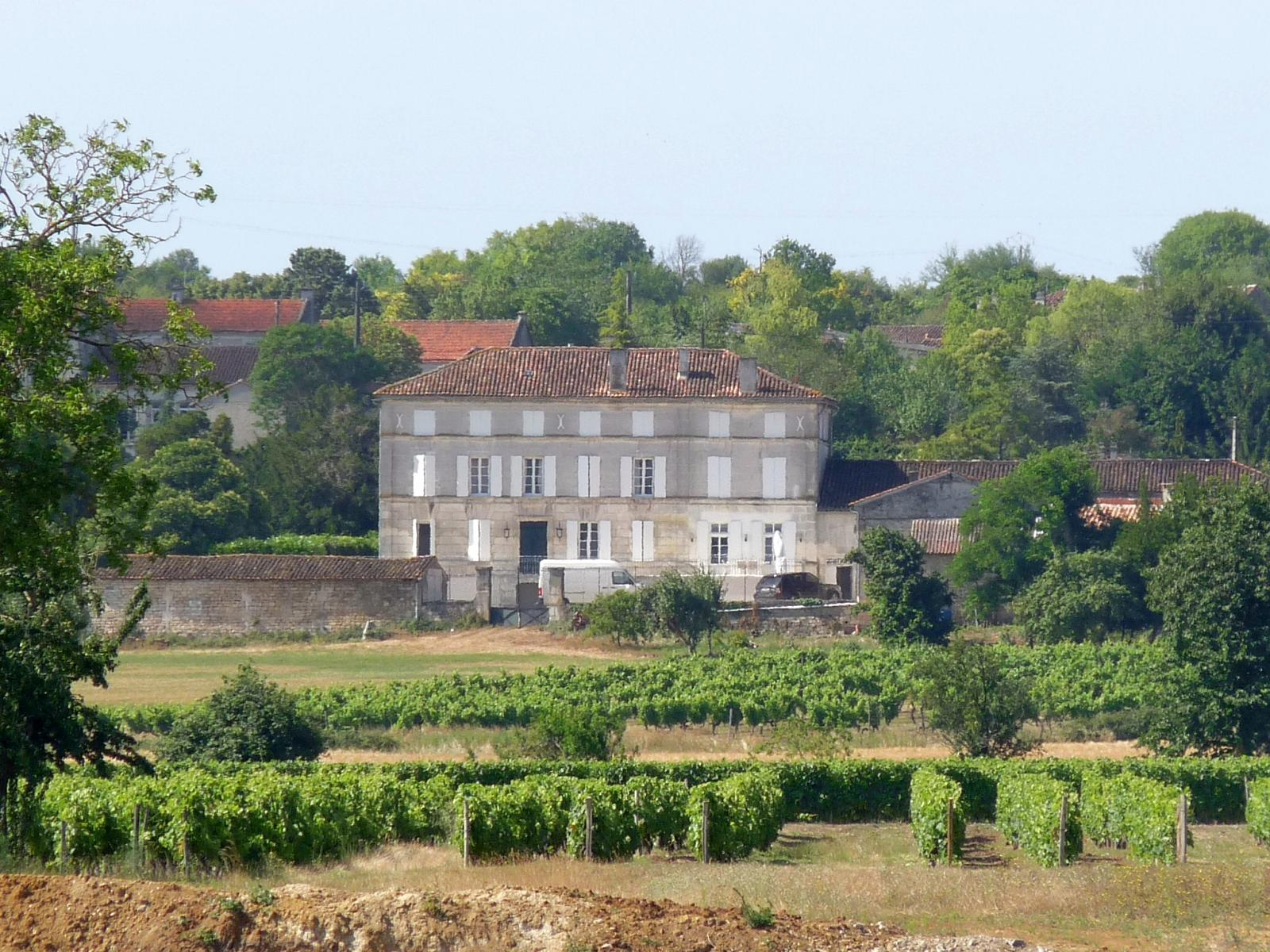
Maison en pierre calcaire derrière un vignoble à St-Même-les-Carrières.

### Dialectes

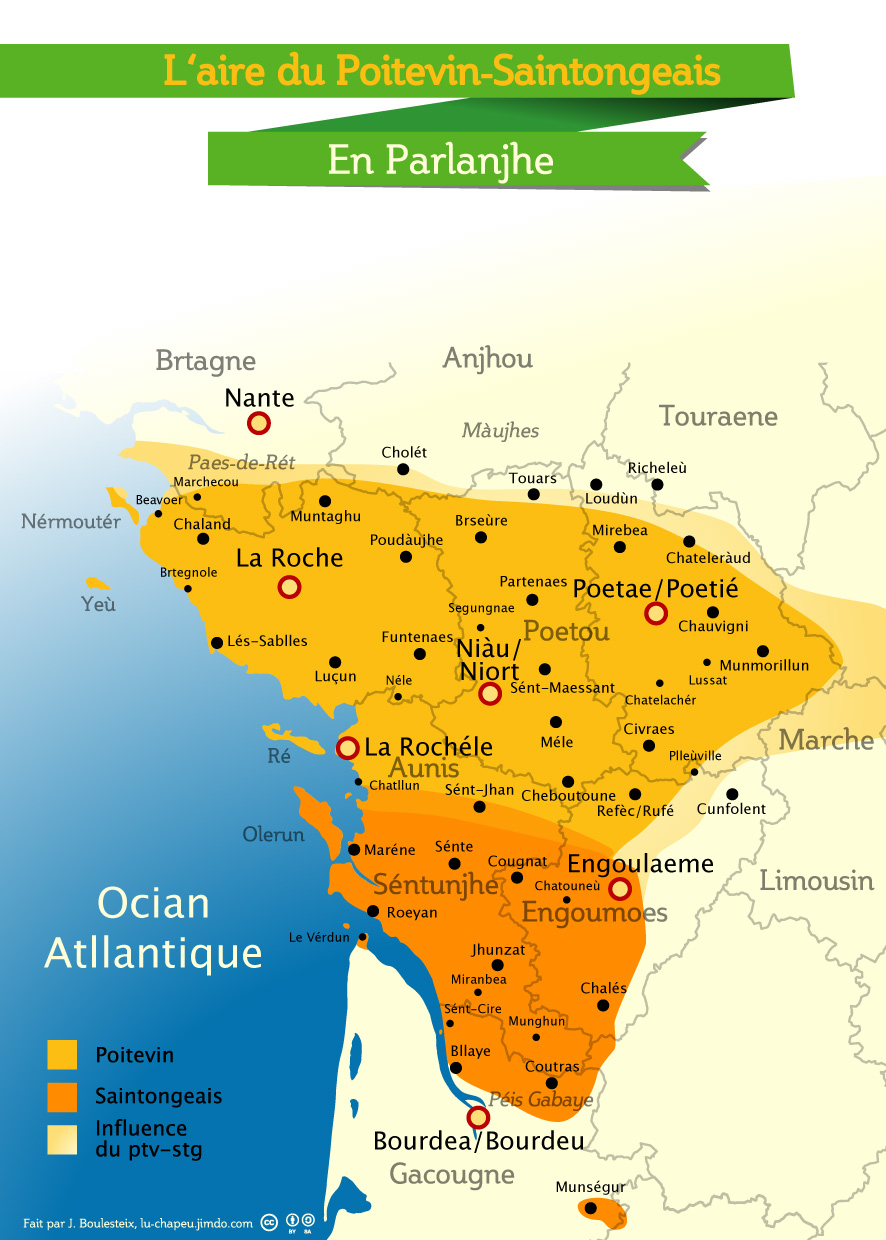
Aire linguistique du poitevin-saintongeais avec saintongeais au sud. Dans la partie orientale de la Charente, le limousin est dominant.

D'un point de vue linguistique, les Charentes appartiennent en grande partie au domaine des langues d'oïl (saintongeais, appelé patois charentais; partiellement poitevin dans le nord de la Charente et de la Charente-Maritime et l'île de Ré) et en partie à celui des langues d'oc (occitan limousin) dans le tiers est de la Charente.

### Sport
- Stade rochelais, club de rugby à XV (fondé en 1898) évoluant en Top 14
- Soyaux Angoulême XV Charente, club de rugby à XV, issu de la fusion du Sporting club d'Angoulême (fondé en 1910) et du RC Soyaux, évoluant en Pro D2
- ASJ Soyaux-Charente, club de football féminin (fondé en 1968), évoluant en D1

### Presse régionale
- Sud Ouest
- La Charente Libre